# ۳۳۷ (میلادی)
۳۳۷ (میلادی) سیصد و سی و هفتمین سال تقویم میلادی است.

## درگذشتگان
- ۲۲ مه - کنستانتین بزرگ (کبیر)، امپراتور روم
- دالماتیوس، سزار کنستانتین یکم (به قتل رسید)

‎